# Astragalus circumdatus
Astragalus circumdatus är en ärtväxtart som beskrevs av Edward Lee Greene. Astragalus circumdatus ingår i släktet vedlar, och familjen ärtväxter. Inga underarter finns listade i Catalogue of Life.